# Yerville
Yerville – miejscowość i gmina we Francji, w regionie Normandia, w departamencie Sekwana Nadmorska.
Według danych na rok 1990 gminę zamieszkiwało 1948 osób, a gęstość zaludnienia wynosiła 187 osób/km² (wśród 1421 gmin Górnej Normandii Yerville plasuje się na 117. miejscu pod względem liczby ludności, natomiast pod względem powierzchni na miejscu 324.).